# Purcor

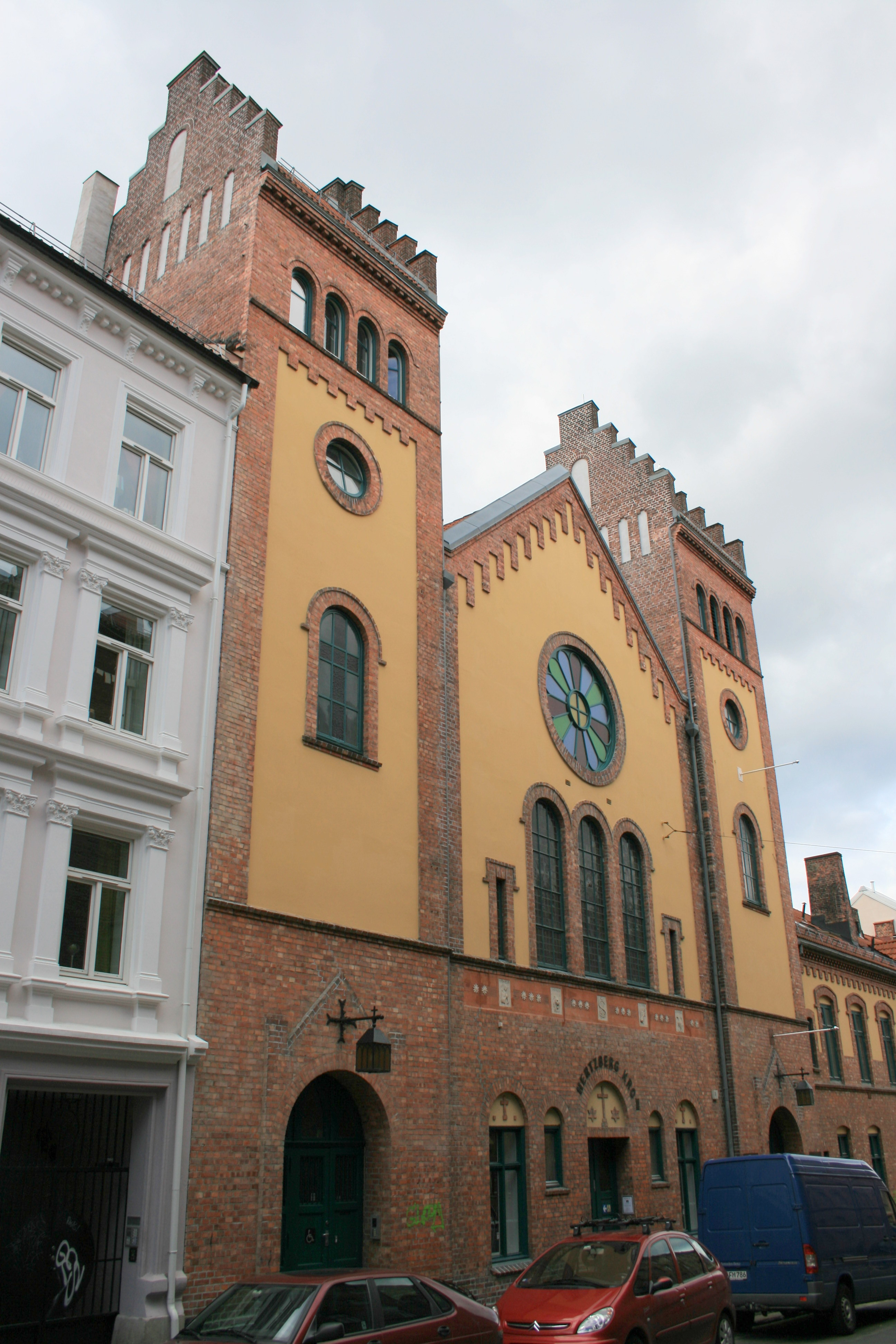
Tøyen kirke

Purcor, songs for saxophone and piano is een studioalbum van Trygve Seim en Andreas Utnem.
De samenwerking tussen deze twee musici dateert van 2000. Uthem vroeg Seim toen om hem enige tijd te begeleiden tijdens optredens in kerken. Die samenwerking liep door, maar tot het opnemen van een album kwam het niet. In mei 2008 vonden de heren zich terug in de Tøyen kirke om een veertiental stukken op te nemen. Aan de knoppen zat de vertrouwde geluidstechnicus van ECM Jan Erik Kongshaug. Na het verschijnen van het album leek Seim van de aardbodem verdwenen (gegevens 2015), alhoewel hij in 2012 nog samen met Frode Haltli een concert gaf in het Bimhuis.

## Musici
- Trygve Seim – sopraansaxofoon, tenorsaxofoon
- Andreas Utnem – piano, harmonium

## Muziek
Onderdeel van de opgenomen muziek was een mis verspreid over een aantal tracks.

| Nr. | Titel                                    | Duur |
| --- | ---------------------------------------- | ---- |
| 1.  | Kyrie (Utnem)                            | 4:24 |
| 2.  | Nu seglar vi inn (Utnem)                 | 4:34 |
| 3.  | Praeludium, improvisation (Utnem, Seim)  | 2:50 |
| 4.  | Purcor (Utnem)                           | 3:00 |
| 5.  | Responsorium (Seim)                      | 4:08 |
| 6.  | Credo (Utnem)                            | 3:34 |
| 7.  | Pater noster                             | 3:50 |
| 8.  | Bhavana (Seim)                           | 4:00 |
| 9.  | Gloria, improvisation (Utnem, Seim)      | 1:51 |
| 10. | Solrenning (volkswijsje)                 | 3:18 |
| 11. | 312 (volkswijsje)                        | 3:47 |
| 12. | Agnus Dei (Utnem)                        | 3:13 |
| 13. | Postludium, improvisation (Utnem, Seim)  | 5:00 |
| 14. | Når mitt øye trett av møye (volkswijsje) | 2:57 |